# Sint Clara Ziekenhuis

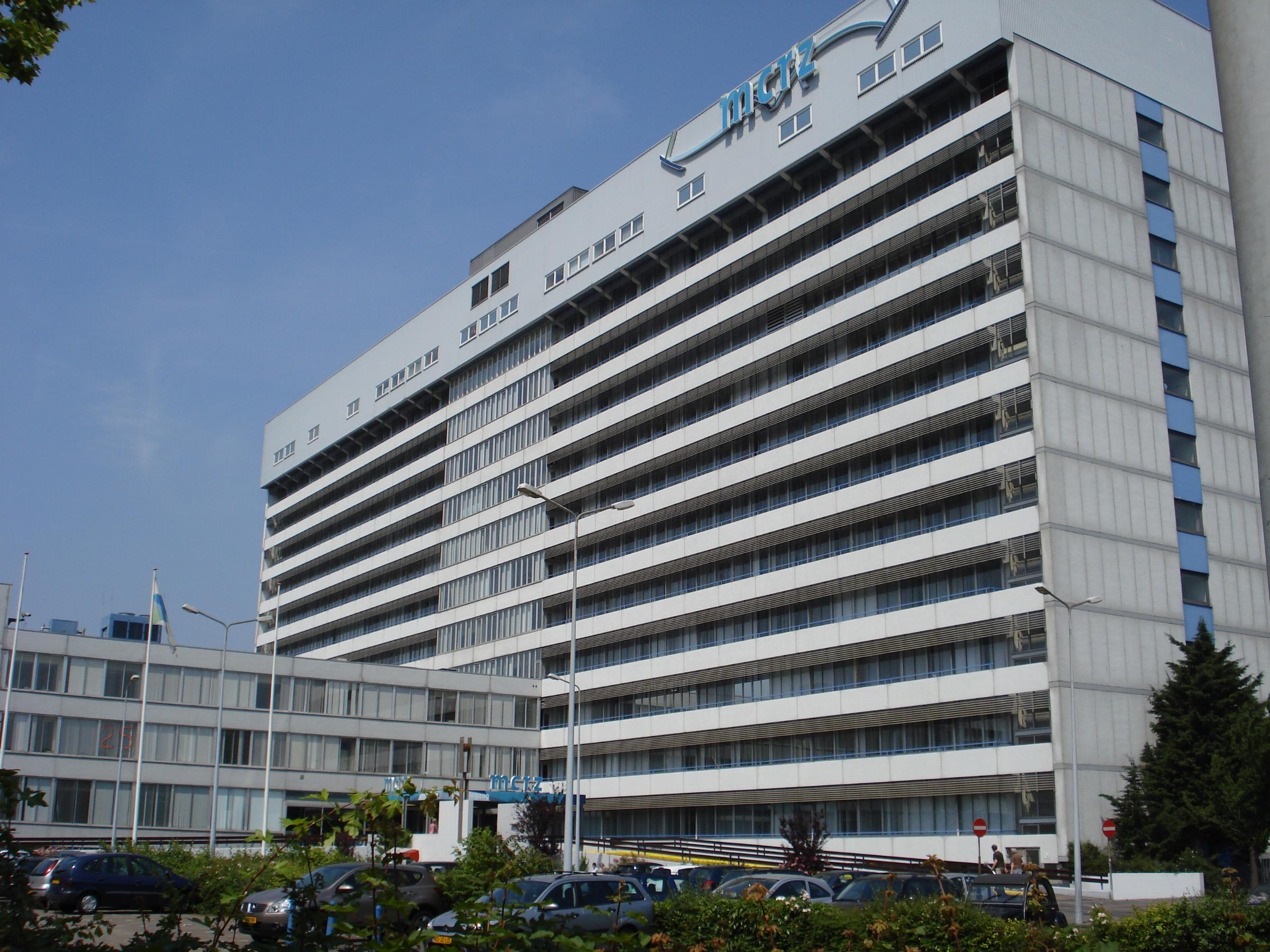
Sint Clara Ziekenhuis

Het Sint Clara Ziekenhuis was een ziekenhuis in Rotterdam-Zuid. Het Sint Clara Ziekenhuis is met het Zuiderziekenhuis gefuseerd tot Maasstad Ziekenhuis. Het ziekenhuis was aan de Olympiaweg gevestigd. Nadat de nieuwbouw van het Maasstad Ziekenhuis in maart 2011 was opgeleverd is het Sint Clara Ziekenhuis gesloten. Met de sloop is in 2013 is begonnen en aanvankelijk zou deze naar verwachting eind 2014 zijn afgerond, maar de sloop werd in afwachting van een definitief bestemmingsplan stilgelegd. De sloop is eind 2017 weer aangevangen en in 2018 voltooid.
Het Sint Clara Ziekenhuis was van oorsprong een katholiek ziekenhuis en werd op initiatief van het Franciscus Gasthuis opgericht. De Sint Clara Stichting werd op 28 januari 1949 opgericht. Vanaf het begin was de doelstelling om zich niet uitsluitend op katholieken te richten. Speciale aandacht was er voor de kraamvrouwen en in 1949 werd als eerste onderdeel een kraamvrouwenkliniek van 20 bedden geopend. De eerste uitbreiding tot 125 bedden kwam in 1951. Deze afdeling bestond uit houten gebouwen. Met de groei van de wijken op Rotterdam-Zuid, Lombardijen en Groot-IJsselmonde, groeide ook het Sint Clara Ziekenhuis. De eerste paal voor een nieuw ziekenhuis van 13 verdiepingen en ruim 600 bedden werd in 1965 geslagen. Dit nieuwe ziekenhuis werd in 1969 officieel door prinses Margriet geopend.
Het Sint Clara Ziekenhuis en het Zuiderziekenhuis zijn op 1 januari 2000 tot Medisch Centrum Rijnmond-Zuid MCRZ gefuseerd, dat sinds 1 september 2008 Maasstad Ziekenhuis heet. In juni 2006 werd gestart met de bouw van het nieuwe Maasstad Ziekenhuis nabij station Lombardijen aan de Haastrechtstraat. Deze nieuwbouw werd in maart 2011 in gebruik genomen, waarna de beide vestigingen van het ziekenhuis ook fysiek samengingen.